# الکساندر دارسی
الکساندر دارسی (عربی: ألكسندر دارسي؛ ۱۰ اوت ۱۹۰۸ – ۲۰ آوریل ۱۹۹۶) یک هنرپیشه اهل مصر بود.
از فیلم‌ها یا برنامه‌های تلویزیونی که وی در آن نقش داشته است می‌توان به حقیقت تلخ، شامپاین، یه مرد لاغر دیگه اشاره کرد.